# Elecciones generales de España de 1854
Tras finalizar la Década Moderada con la Revolución de 1854,  el partido moderado y el gobierno del conde de San Luis se encuentran desgastados. Espartero propone a la Reina Isabel II la convocatoria de unas nuevas Cortes Constituyentes  formadas solo por el Congreso de los Diputados, para impedir la presión conservadora del Senado.
Tras las elecciones, las nuevas Cortes Constituyentes abren sus sesiones el 8 de noviembre de1854 en las que el discurso de la reina recobra el apoyo popular al acercarse a los progresistas y para elaborar una nueva constitución se crea una Comisión Constitucional. 
Se discute el tema de la soberanía nacional, el punto conflictivo entre moderados y progresistas, y los derechos individuales quedan reforzados y garantizados. José María Orense no consigue introducir el sufragio universal mientras la cuestión religiosa sale a debate entre los partidarios de recoger la unidad católica de España y los que pretenden introducir la libertad de cultos. Pese a respetarse las dos cámaras, el Senado pasa a ser electivo para designar a sus miembros igual que a los diputados. Además, el 1 de mayo de 1855 se promulga la Desamortización de Madoz.
Las cuestiones más cercanas a los progresistas fueron las relacionadas con los municipios, la milicia nacional y la instauración del jurado. La Constitución de la Monarquía española de 1856, discutida y votada por las Cortes constituyentes, no llega a regir en España y se publica el Real Decreto de 15 de septiembre de 1856, que restablece la Constitución de 23 de mayo de 1845.

## Legislatura
Ésta empieza el 8 de noviembre de 1854 y acaba el 2 de septiembre de 1856. Hubo una suspensión de sesiones entre el 17 de julio de 1855 y el 1 de octubre de 1855 y se volvieron a suspender el 1 de julio de 1856  siendo las últimas sesiones entre el 14 y 15 de julio de 1856.
Los presidentes del periodo fueron: Fernández San Miguel y Valledor hasta el 27 de noviembre de 1854, Fernández Álvarez Espartero que duró muy poco, hasta el 4 de diciembre de 1854, Madoz Ibáñez Pascual hasta el 24 de enero de 1855 y el Facundo Infante Chacón.

## La Revolución de 1854
La Revolución de 1854 fue una sublevación civil y militar a finales de junio de 1854, y que engloba tanto el pronunciamiento ocurrido el 28 de junio, como los sucesos de julio, que dieron lugar al Bienio Progresista (1854 - 1856). El pronunciamiento lo inició el general O'Donnell el 28 de junio de 1854, enfrentándose a las tropas gubernamentales en Vicalvaro, por eso también se le conoce como la vicalvarada. Sin un bando claramente ganador las fuerzas del general O`Donell se retiraron hacia la frontera de Portugal siendo perseguidos por las tropas gubernamentales que dejaron a Madrid desprotegido. La respuesta del gobierno fue declarar el estado de sitio y suprimir la libertad de prensa así como juzgar por tribunales militares cualquier alteración del orden publico.
El 28 de junio de 1854 mandos del ejército capitaneados por O'Donnell se sublevan ,sin embargo ni triunfo la revolución ni tampoco hubo un triunfo del gobierno, manteniéndose esta situación hasta el mes de julio de 1854. Los cambios que pretendían los sublevados se resumen en: reinstauración de la Milicia Nacional, supresión de la Constitución de 1845 y la amnistía para los presos políticos.
En la revolución de 1854 confluyeron tres sectores políticos: Los progresistas dominan mayoritariamente la situación y representan las aspiraciones económicas de la naciente burguesía interesada en la industrialización y en el libre comercio en las masas urbanas de Zaragoza, que defenderán la pureza de la revolución de julio y sus conquistas. Por último, los partidarios más moderados de O'Donnell, que gozan dentro de la alta oficialidad del ejército en Aragón de una notable implantación, y que tratarán de frenar el desbordamiento revolucionario de las masas.
La Revolución de 1854 abrió el Bienio Progresista hasta el verano de 1856, un período en el que Espartero y el Partido Progresista dirigieron la política nacional. En las elecciones de octubre Espartero fue elegido por seis provincias.

## Manifiesto de Manzanares
El 7 de Julio O'Donnell publica el Manifiesto de Manzanares que entre otras reivindicaciones piden un cambio de régimen político de libertades pero conservando la monarquía sin camarillas que la dirijan, libertad de imprenta y la descentralización de los pueblos. A mediados de julio la Reina Isabel II a prescinde de los moderados y llamar a Espartero para presidir el Consejo de Ministros.
El 29 de julio entraron en Madrid Espartero y O'Donnell amparados por el pueblo y el 1 de agosto se formó el nuevo gabinete, apoyado por la Reina que en su discurso de apertura del Congreso dio su apoyo explícito a los progresistas. Se convocaron elecciones a Cortes Constituyentes para el 4 de octubre.

## Elecciones 4 de octubre de 1854
El 11 de agosto de 1854 se promulga un Real Decreto de Convocatoria de Cortes Constituyentes. Estas elecciones se rigen por Ley Electoral de 20 de julio de 1837 . La convocatoria de las elecciones viene precedida por un fuerte debate sobre si las próximas cortes debían ser bicamerales,(congreso y senado) o solo de cámara única, el congreso al final se optó por que fueran bicamerales, pero el senado se elegiría por sufragio universal.
El partido moderado no participa de estas elecciones optando algunos de sus miembros por formar parte de la unión liberal. La unión liberal pretendía unir a todos los grupos políticos que habían estado implicados en el derrocamiento del gobierno. El programa común que defienden se encuentra en el Manifiesto de 17 de septiembre de 1854.

## Principales actuaciones del bienio progresista 1854-1856
El proyecto de Constitución de 1856 nunca llego a estar en vigor, restableciéndose la Constitución de 1845. Se promulgaron tres importantes leyes de carácter económico con la finalidad de dar impulso a la industrialización y modernización de la economía.
Uno de los hechos clave del Bienio Progresista es la continuación de las desamortizaciones en 1855 por el presidente del Consejo de Ministros Pascual Madoz. Los bienes de la Iglesia ya habían sido subastados en la anterior desamortización y en esta última ocasión, la mayoría de los bienes que salían a subasta en esta ocasión eran los llamados bienes de propios, que pertenecían a los ayuntamientos y eran arrendados a particulares, o bien se beneficiaban directamente los vecinos de los lugares.
La Desamortización fue un éxito desde el punto de vista fiscal, sus resultados fueron negativos al privar a los pueblos de sus bienes de propios, que en muchos casos eran su fuente casi única de ingresos. El mayor porcentaje de tierras fue comprado, no por sus cultivadores directos sino por la nueva burguesía de las ciudades, lo cual supuso un atraso en el proceso de industrialización, ya que ese dinero destinado a la compra de los bienes amortizados no fue a parar a la inversión en industria.
La ley de ferrocarriles de 1855 tenía como principal objetivo la implantación del ferrocarril en España creando una red ferroviaria que favoreciese la economía y la industrialización. La construcción de las líneas podían hacerse por el Estado o por iniciativa privada. Se estableció un ancho de vía diferente al de Europa lo que a la larga perjudicaba la exportaciones de productos españoles a Europa. Como consecuencia de esta Ley, en la primera fase de construcción (1856-1866) se crearon 4.000 km, con una media anual de 431 km.  
La ley de Sociedades Bancarias y Crediticias Permitió la creación de un marco financiero moderno. Surgieron bancos industriales, comerciales, de emisión de moneda (creación del Banco de España, antigua Banco de San Fernando) y sociedades bancarias y crediticias de todo tipo, muchas de ellas con capital extranjero, especialmente francés. La Ley de 28 de enero de 1856 denomina al Nuevo Banco de San Fernando como Banco de España, otorga al Estado la potestad de nombrar al gobernador y a dos subgobernadores y regula la creación de nuevos bancos de emisión provinciales. Tras esta liberalización, los empresarios y comerciantes empezaron a crear bancos en las principales capitales españolas y el Banco de España abre sus primeras sucursales en Alicante y Valencia. En la misma fecha, se instauran las sociedades de crédito, un novedoso -por aquel entonces- tipo de entidad bancaria que amplía el número y la clase de las entidades operantes en nuestro país.

## Crisis del Bienio Progresista
Se produce la crisis de subsistencia, aparece la epidemia de la cólera, se produce el levantamiento campesino en Castilla mientras los motines populares se extendieron por las ciudades y la conflictividad obrera se unió en Cataluña.
Los trabajadores pedían la reducción de los impuestos de consumos, abolición de las quintas, la mejora de los salarios y la reducción de la jornada laboral. Los métodos represivos del capitán general de Cataluña (prohibición de asociaciones obreras, detención de trabajadores...) provocaron huelgas obreras. La mediación del gobierno permitió la vuelta al trabajo aunque los obreros pidieron una ley que regulase las relaciones de trabajo y de libertad sindical.
Ante la conflictividad social, los militares promovieron duras medidas represivas amparadas por O’Donnell, y esto provocó el enfrentamiento con el gobierno de Espartero. La reina se posicionó a favor de O’Donnell, al que nombró nuevo presidente y se proclamó el estado de guerra. Se produjeron movimientos de resistencia en defensa del gobierno progresista, con protagonismo de la Milicia Nacional y se impuso, además, la fracción del ejercito de O’Donnell. Este cerró las cortes, suprimió la milicia y anuló la libertad de prensa.

### Huelga General de 1855
Uno de los problemas a los que tuvo que enfrentarse el gobierno de Espartero fue la creciente conflictividad obrera en Cataluña, y más concretamente en Barcelona. Allí, a diferencia del resto de España, la Revolución de 1854 había tenido una importante participación obrera, y la noticia de la subida al poder del general Espartero fue recibida con gran regocijo entre las clases populares. Gracias a la nueva libertad adquirida y a la tolerancia del gobierno se desarrollaron las asociaciones obreras, que llegaron a constituir treinta de ellas una Junta central. Pero el nuevo capitán general de Cataluña, el general Zapatero que fue conocido como «general cuatro tiros», acabó con la tolerancia e inició una política de represión del movimiento obrero que incluyó la condena a muerte y ejecución del dirigente obrero José Barceló, acusado de un supuesto delito de robo con asesinato. El 21 de junio de 1855 prohibió las asociaciones obreras y anuló los convenios colectivos entre patronos y trabajadores que habían venido regulando la vida laboral desde que los obreros del sector textil comenzaron su lucha contra el uso de las máquinas de hilar llamadas selfactinas. Asimismo encarceló y deportó a muchos dirigentes obreros y republicanos para «acabar con las huelgas y con el problema obrero». La respuesta obrera a las medidas represivas del capitán general Zapatero fue la declaración de una huelga general que se inició el 2 de julio de 1855, y que fue la primera de la historia de España.

## La vuelta de los moderados al poder
La agitación social creciente provocó la ruptura entre Espartero y O'Donnell. Nombrado el líder de la Unión Liberal presidente del gobierno en julio de 1856 se inició un proceso de revisión de la labor del bienio que finalmente trajo la vuelta de Narváez y los moderados al poder en octubre de 1856. Se volvía así al régimen moderado de la Constitución de 1845.